# Grzegorz (Korobiejnikow)
Grzegorz, imię świeckie Giennadij Korobiejnikow (ur. 9 września 1948 w wiosce Czornaja Rieczka) – duchowny Rosyjskiej Prawosławnej Cerkwi Staroobrzędowej, od 2015 biskup tomski. Święcenia prezbiteratu przyjął 22 maja 1976. Chirotonię biskupią otrzymał 25 października 2015. W latach 1971–2014 był żonaty, miał dziewięcioro dzieci.